# DEFA 70
DEFA 70 ist ein deutscher Experimentalfilm der DEFA in 70-mm-Technik von Werner Bergmann aus dem Jahr 1967.

## Handlung
Zwei Männer fahren mit ihrem roten Oldtimer Opel Dixi durch die DDR und überholen auf ihrem Weg ein Mädchen, dem sie nachsehen. Deshalb achten sie nicht auf die Straße und fahren sich dabei ein Loch in einen der Reifen. Während sie das Rad wechseln, hat sie das Mädchen eingeholt und bittet darum mitgenommen zu werden. Die weitere Fahrt führt die drei durch das Elbsandsteingebirge, wo sie an einem Aussichtspunkt auf der Bastei mit Blick auf die Elbe, eine Rast einlegen. Auf dem weiteren Weg erleiden sie schon wieder eine Reifenpanne. Da das Reserverad bereits im Einsatz ist, muss jetzt eins repariert werden. Die beiden Männer wollen auslosen, wer den Reifen zur Reparatur bringt, doch das Mädchen ist bereits mit dem Teil auf dem Weg in den nächsten Ort.
Im Ort angekommen rollt das Rad auf einem Rummel gegen eine Achterbahn, die dadurch in Betrieb gesetzt wird und das Mädchen mitfahren kann. Gegen Abend findet sich auch jemand, der das Rad repariert, während die beiden Männer sich die Zeit mit Orchestermusik vertreiben. Dann ist das Mädchen plötzlich in Warnemünde an der Ostsee, wo gerade eine Eisenbahnfähre aus Gedser ankommt. Auf der Mole gesellt sie sich zu einer Gruppe tanzender junger Leute, die aber plötzlich mit dem Tanz aufhört, als Frank Schöbel beginnt einen Schlager zu singen. Auf ihrem weiteren Weg beobachtet sie Pferde auf einer Koppel und sogar eine Flugreise ist noch mit im Programm. Nach dem Besuch einer Bar und eines Konzerts mit Vera Oelschlegel landet sie in einem Schloss, in dem es sogar spukt.
Mitten in der Nacht kommt das Mädchen wieder mit dem reparierten Reifen zurück zum Auto und die beiden Männer müssen feststellen, dass sich das ganze Geschehen während der Wartezeit nur in ihrer Phantasie abgespielt hat.

## Produktion und Veröffentlichung
DEFA 70 wurde von der Künstlerischen Arbeitsgruppe „Heinrich Greif“ auf ORWO-Color und in Teilen als farblich getönter Schwarzweißfilm sowie in 70-mm-Technik gedreht. Er hatte seine Uraufführung am 3. März 1967 in der Leipziger Schauburg.

## Kritik
Die Neue Zeit schrieb:

„Das ist ein halbstündiges Filmragout ohne durchgehende Handlung, aus Episoden und Impressionen zusammengesetzt, inhaltlich belanglos, dafür interessant als technischer Versuch.“